# Irtysz
Irtysz (ros. Иртыш; kaz. Ертіс, Jertys; chiń. 额尔齐斯河 É’ěrqísī Hé) – rzeka w azjatyckiej części Rosji, w północno-wschodnim Kazachstanie i w zachodnich Chinach. Lewy dopływ Obu.
Długość – 4248 km, powierzchnia zlewni – 1643 tys. km², średni przepływ u ujścia – 2830 m³/s. Żeglowna na odcinku ponad 3600 km. Obfita w ryby. Wykorzystywana do nawadniania.
Wypływa jako Czarny Irtysz z lodowców na południowo-zachodnich zboczach Ałtaju Mongolskiego w Chinach, niedaleko granicy z Mongolią. Płynie przez Nizinę Zachodniosyberyjską nabierając charakteru rzeki nizinnej (liczne odnogi, wyspy, starorzecza). W dolnym biegu szerokość doliny wynosi 20–35 km. Uchodzi do Obu w pobliżu miasta Chanty-Mansyjsk w Rosji.
Dopływy: Konda, Kałżyr, Kürszym, Narynm, Buktyrma, Ülby, Uba, Kyzyłsu, Szar, Toboł, Om, Tara, Uj, Szysz, Iszym, Osza, Szagan.

## Wykorzystanie w gospodarce
Irtysz jest żeglowny na długości 3784 km, od Ust-Kamienogorska. Jest wykorzystywany zarówno w ruchu towarowym (tankowce, masowce), jak i pasażerskim (m.in. regularne połączenie z Omska do Salechardu). Najważniejszymi portami rzecznymi są: Ust-Kamienogorsk, Pawłodar, Semej (Kazachstan) oraz Omsk, Tobolsk, Chanty-Mansyjsk i Tara (Rosja).
Na kazachskiej części Irtyszu znajdują się trzy duże elektrownie wodne: Ust-Kamienogorsk (Zbiornik Öskemen), Buktyrma i w Szulbińsk. Obok pierwszej z nich znajduje się najwyższa śluza na świecie o różnicy poziomów 42 metry.
Wody Irtyszu są również wykorzystywane w celach irygacyjnych. Największy radziecki projekt z tym związany zakładał odwrócenie biegu rzeki w pobliżu Tobolska, tworząc „Anty-Irtysz”, mający dostarczyć wodę do suchych rejonów Kazachstanu i Uzbekistanu. Planów tych jednak nie zrealizowano. Powstał jedynie kanał Irtysz-Karaganda, dostarczający wodę do Karagandy w Kazachstanie, a od 2002 roku także do Astany.
Również w chińskiej części rzekę wykorzystuje się do nawadniania. Wybudowano na niej trzy zapory: Koktokay (可可托海), Kalasuke (喀腊塑克) oraz Projekt 635. Ta ostatnia spiętrza wodę potrzebną do zasilenia kanału Irtysz-Karamay-Urumczi. Wykorzystanie tak dużej ilości wody z Irtyszu (nawet do 1/3 przepływu) budzi sprzeciw strony kazachskiej oraz rosyjskiej, oskarżających Chiny o nadużycia.

## Historia
Rozmaite ludy mongolskie oraz tureckie zamieszkiwały brzegi Irtyszu przez stulecia. W 657 roku nad rzeką stoczona została bitwa nad Irtyszem pomiędzy wojskami dynastii Tang a zachodnim kaganatem turkuckim.
W XV i XVI wieku nad Obem i Irtyszem utworzony został chanat syberyjski. Początkowo jego stolica znajdowała się w Czyngi-Tura (dziś Tiumeń), później jednak została przeniesiona do leżącego nad Irtyszem Kaszłyku. Chanat został podbity przez kozaków w latach 80. XVI wieku. Po opanowaniu terytorium zaczęli oni zakładać twierdze nad rzeką. Powstał wtedy m.in. Tiumeń (1586), Tobolsk (1587) i Tara (1594).
W XVII wieku nad górnym Irtyszem powstał chanat dżungarski, utworzony przez Ojratów. W ramach wojen z Dżungarami Rosjanie założyli forty w Omsku (1716), Semipałatyńsku (1718), Ust-Kamienogorsku (1720) i Pietropawłowsku (1752).
Dynastia Qing podbiła Dżungarię w górnym biegu rzeki w latach 50. XVIII wieku. Ostatecznie granicę pomiędzy państwem Qing a Imperium Rosyjskim ustalono na konwencji pekińskiej w 1860 roku. Była ona bardzo zbliżona do obecnej granicy Chin z Kazachstanem i Rosją. W 1864 podpisano protokół w Czuguczaku, przesuwający granicę tak, by jezioro Zajsan znajdowało się po rosyjskiej stronie. Ponowna korekta granic na korzyść Rosji nastąpiła w traktacie w Petersburgu w 1881 roku.